# Zászlószájú medúzák
A zászlószájú medúzák (Semaeostomeae) a kehelyállatok (Scyphozoa) osztályába és a korongmedúzák (Discomedusae) alosztályába tartozó rend.

## Rendszerezésük
A rend négy családja:
- Cyaneidae
- Halicyathidae
- Pelagiidae
- Ulmaridae